# Dalou (Ariège)
Pour les articles homonymes, voir Dalou.
Dalou est une commune française, située dans le nord du département de l'Ariège en région Occitanie. Sur le plan historique et culturel, la commune fait partie du pays de Foix, composé de la partie centrale du Plantaurel, du massif de l'Arize et d'un tronçon de la vallée de l'Ariège avec ses quelques affluents, mais qui n'est plus que l'ombre du prestigieux comté qui s'étendit jusqu'à l'Espagne et même au-delà.
Exposée à un climat océanique altéré, elle est drainée par le ruisseau de Dalou et par deux autres cours d'eau. La commune possède un patrimoine naturel remarquable composé de deux zones naturelles d'intérêt écologique, faunistique et floristique.
Dalou est une commune urbaine qui compte 784 habitants en 2022, après avoir connu une forte hausse de la population depuis 1975. Elle appartient à l'unité urbaine de Pamiers et fait partie de l'aire d'attraction de Pamiers. Ses habitants sont appelés les Dalousiens ou Dalousiennes.

## Géographie

### Localisation
1. Carte dynamique
2. Carte Openstreetmap
3. Carte topographique
4. Carte avec les communes environnantes

La commune de Dalou se trouve dans le département de l'Ariège, en région Occitanie.
Elle se situe à 8 km à vol d'oiseau de Foix, préfecture du département, et à 2 km de Varilhes, bureau centralisateur du canton du Val d'Ariège dont dépend la commune depuis 2015 pour les élections départementales.
La commune fait en outre partie du bassin de vie de Pamiers.
Les communes les plus proches sont : 
Varilhes (1,7 km), Crampagna (2,9 km), Saint-Félix-de-Rieutord (2,9 km), Saint-Jean-de-Verges (3,4 km), Rieux-de-Pelleport (3,7 km), Gudas (3,9 km), Ségura (4,0 km), Loubières (4,3 km).
Sur le plan historique et culturel, Dalou fait partie du pays de Foix, composé de la partie centrale du Plantaurel, du massif de l'Arize et d'un tronçon de la vallée de l'Ariège avec ses quelques affluents, mais qui n'est plus que l'ombre du prestigieux comté qui s'étendit jusqu'à l'Espagne et même au-delà.
Dalou est limitrophe de quatre autres communes.
Les communes limitrophes sont  Gudas, Saint-Félix-de-Rieutord, Saint-Jean-de-Verges et Varilhes.
| Varilhes             |       | Saint-Félix-de-Rieutord |
|                      | Dalou |                         |
| Saint-Jean-de-Verges |       | Gudas                   |

### Géologie et relief
La commune est située dans le Bassin aquitain, le deuxième plus grand bassin sédimentaire de la France après le Bassin parisien, certaines parties étant recouvertes par des formations superficielles. Les terrains affleurants sur le territoire communal sont constitués de roches sédimentaires datant du Cénozoïque, l'ère géologique la plus récente sur l'échelle des temps géologiques, débutant il y a 66 millions d'années. La structure détaillée des couches affleurantes est décrite dans les feuilles « n°1057 - Pamiers » et « n°1075 - Foix » de la carte géologique harmonisée au 1/50 000ème du département de l'Ariège, et leurs notices associées,.
La superficie cadastrale de la commune publiée par l’Insee, qui sert de références dans toutes les statistiques, est de 7,66 km2,. La superficie géographique, issue de la BD Topo, composante du Référentiel à grande échelle produit par l'IGN, est quant à elle de 7,77 km2. Son relief est relativement accidenté puisque la dénivelée maximale atteint 306 mètres. L'altitude du territoire varie entre 337 m et 643 m.

### Hydrographie

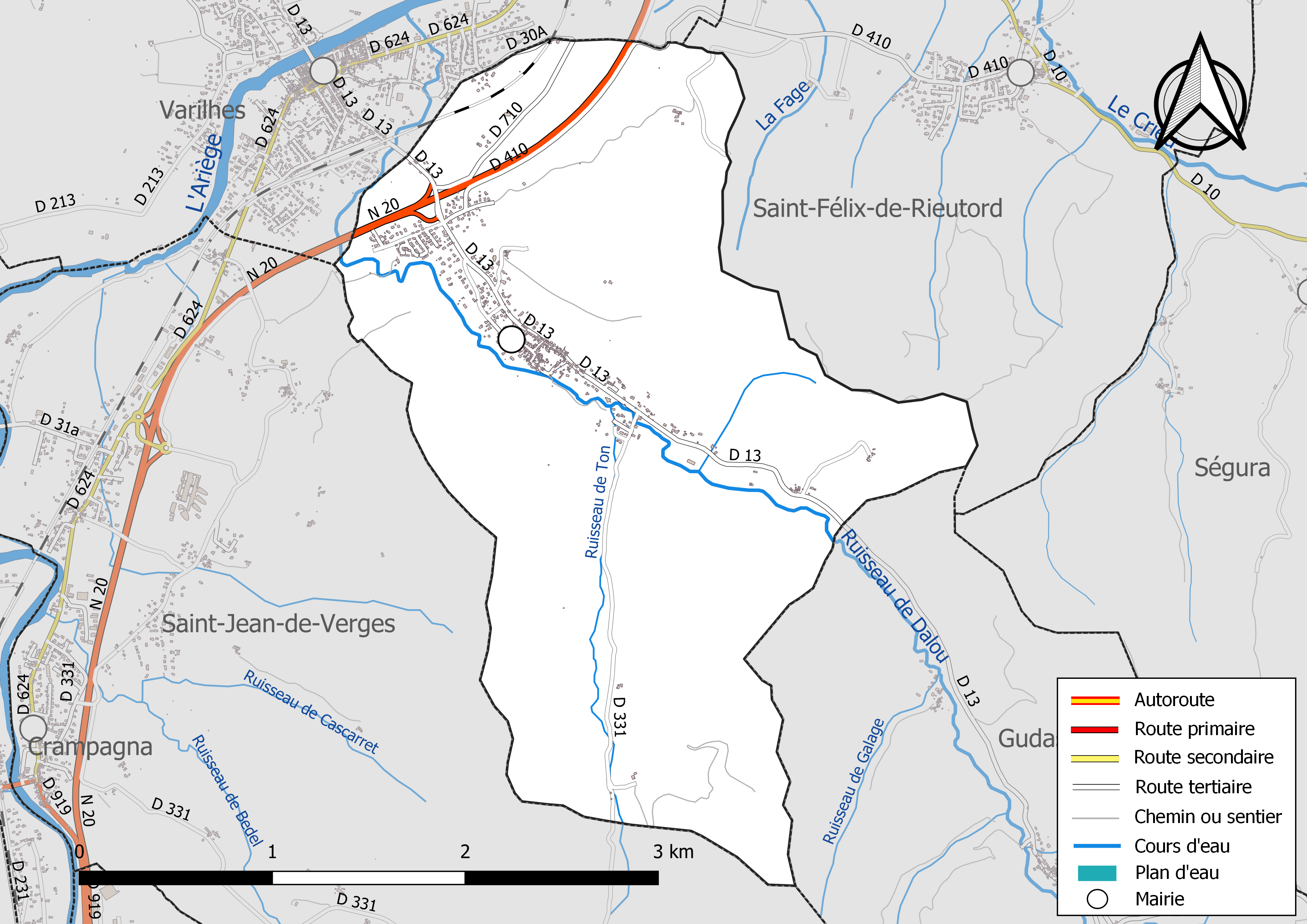
Réseaux hydrographique et routier de Dalou.

La commune est dans le bassin versant de la Garonne, au sein du bassin hydrographique Adour-Garonne. Elle est drainée par le ruisseau de Dalou, le ruisseau de Ton et par un petit cours d'eau, constituant un réseau hydrographique de 7 km de longueur totale,.
Le ruisseau de Dalou, d'une longueur totale de 12,3 km, prend sa source dans la commune de Gudas et s'écoule du sud-est vers le nord-ouest. Il traverse la commune et se jette dans l'Ariège à Varilhes, après avoir traversé 4 communes.

### Climat
Pour des articles plus généraux, voir Climat de l'Occitanie et Climat de l'Ariège.
En 2010, le climat de la commune est de type climat océanique altéré, selon une étude s'appuyant sur une série de données couvrant la période 1971-2000. En 2020, Météo-France publie une typologie des climats de la France métropolitaine dans laquelle la commune est exposée à un climat de montagne et est dans la région climatique Pyrénées centrales, caractérisée par une pluviométrie annuelle de 1 000 à 1 200 mm.
Pour la période 1971-2000, la température annuelle moyenne est de 12,3 °C, avec une amplitude thermique annuelle de 15,4 °C. Le cumul annuel moyen de précipitations est de 916 mm, avec 9,5 jours de précipitations en janvier et 6,2 jours en juillet. Pour la période 1991-2020, la température moyenne annuelle observée sur la station météorologique la plus proche, située sur la commune de Cos à 9 km à vol d'oiseau, est de 12,4 °C et le cumul annuel moyen de précipitations est de 1 004,0 mm,. Pour l'avenir, les paramètres climatiques de la commune estimés pour 2050 selon différents scénarios d'émission de gaz à effet de serre sont consultables sur un site dédié publié par Météo-France en novembre 2022.

### Milieux naturels et biodiversité
L’inventaire des zones naturelles d'intérêt écologique, faunistique et floristique (ZNIEFF) a pour objectif de réaliser une couverture des zones les plus intéressantes sur le plan écologique, essentiellement dans la perspective d’améliorer la connaissance du patrimoine naturel national et de fournir aux différents décideurs un outil d’aide à la prise en compte de l’environnement dans l’aménagement du territoire.
Une ZNIEFF de type 1 est recensée sur la commune :
le « massif du Crieu » (8 998 ha), couvrant 15 communes du département et une ZNIEFF de type 2, : 
les « coteaux du Palassou » (26 749 ha), couvrant 48 communes dont 43 dans l'Ariège et 5 dans l'Aude.

Carte des ZNIEFF de type 1 et 2 à Dalou.
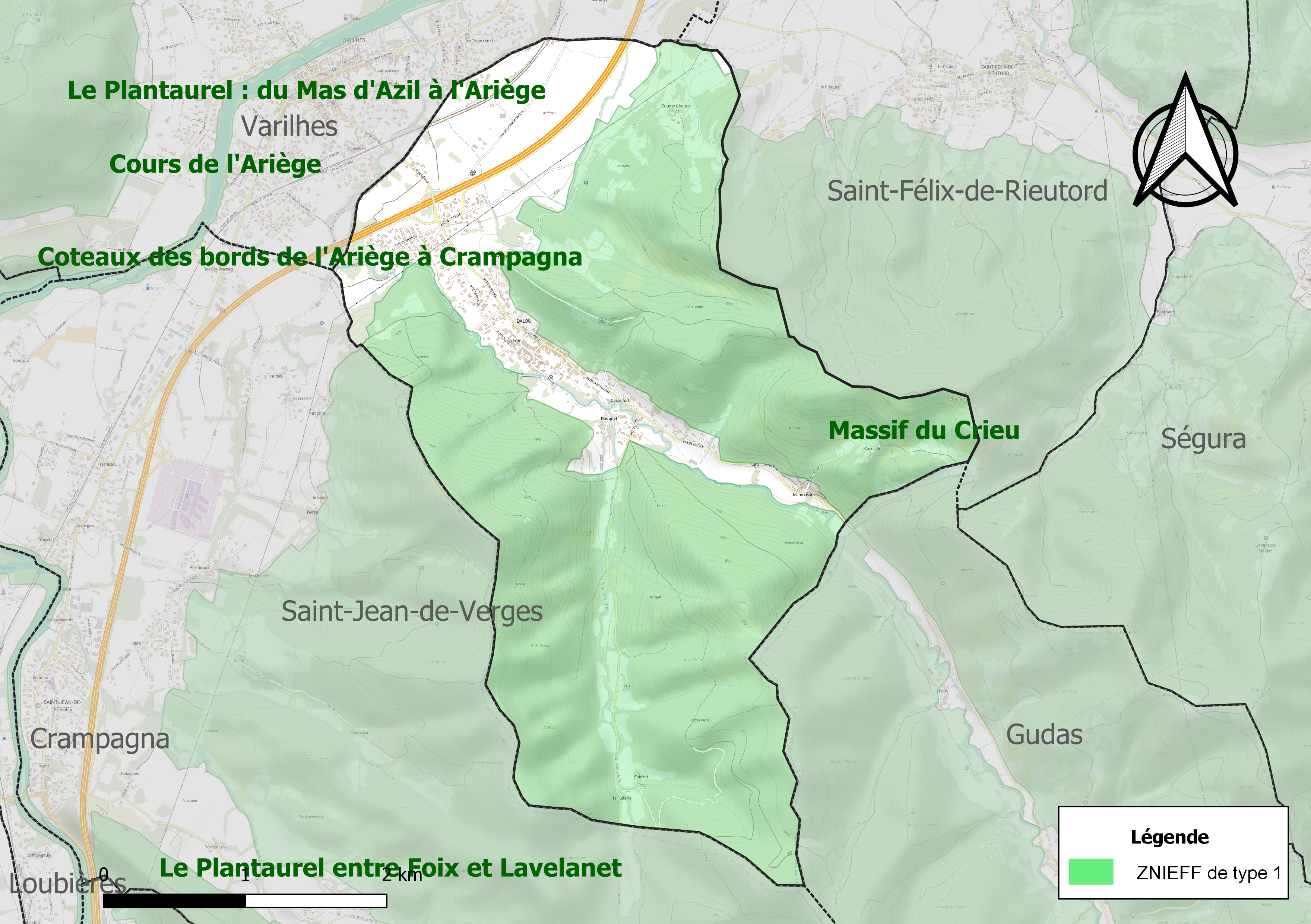
Carte de la ZNIEFF de type 1 sur la commune.
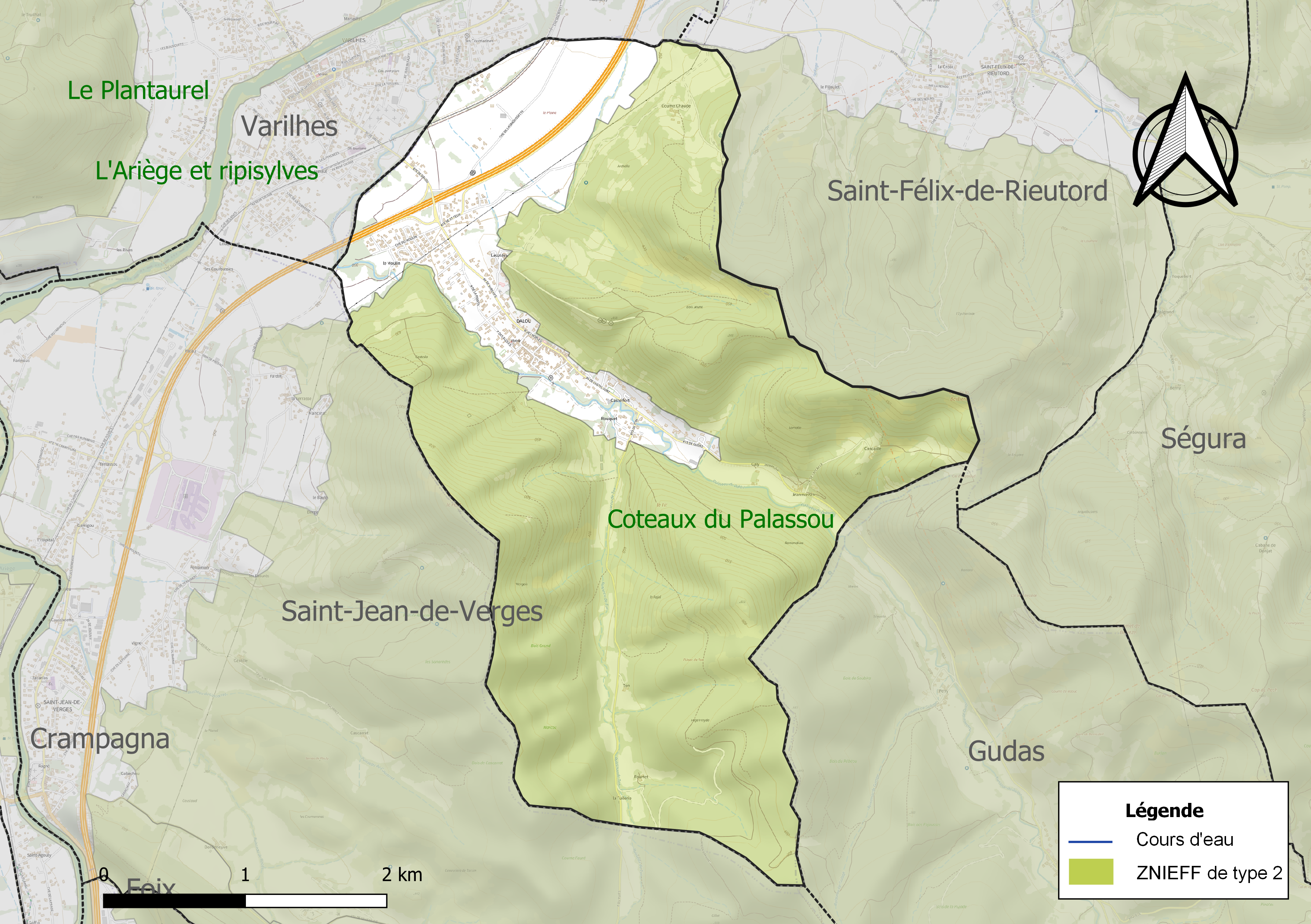
Carte de la ZNIEFF de type 2 sur la commune.

## Urbanisme

### Typologie
Au 1er janvier 2024, Dalou est catégorisée ceinture urbaine, selon la nouvelle grille communale de densité à 7 niveaux définie par l'Insee en 2022.
Elle appartient à l'unité urbaine de Pamiers, une agglomération intra-départementale dont elle est une commune de la banlieue,. Par ailleurs la commune fait partie de l'aire d'attraction de Pamiers, dont elle est une commune de la couronne,. Cette aire, qui regroupe 52 communes, est catégorisée dans les aires de moins de 50 000 habitants,.

### Occupation des sols
L'occupation des sols de la commune, telle qu'elle ressort de la base de données européenne d’occupation biophysique des sols Corine Land Cover (CLC), est marquée par l'importance des forêts et milieux semi-naturels (65 % en 2018), une proportion identique à celle de 1990 (65 %). La répartition détaillée en 2018 est la suivante : 
forêts (56,6 %), zones agricoles hétérogènes (14,8 %), prairies (14,4 %), milieux à végétation arbustive et/ou herbacée (8,4 %), zones urbanisées (5,8 %). L'évolution de l’occupation des sols de la commune et de ses infrastructures peut être observée sur les différentes représentations cartographiques du territoire : la carte de Cassini (XVIIIe siècle), la carte d'état-major (1820-1866) et les cartes ou photos aériennes de l'IGN pour la période actuelle (1950 à aujourd'hui).

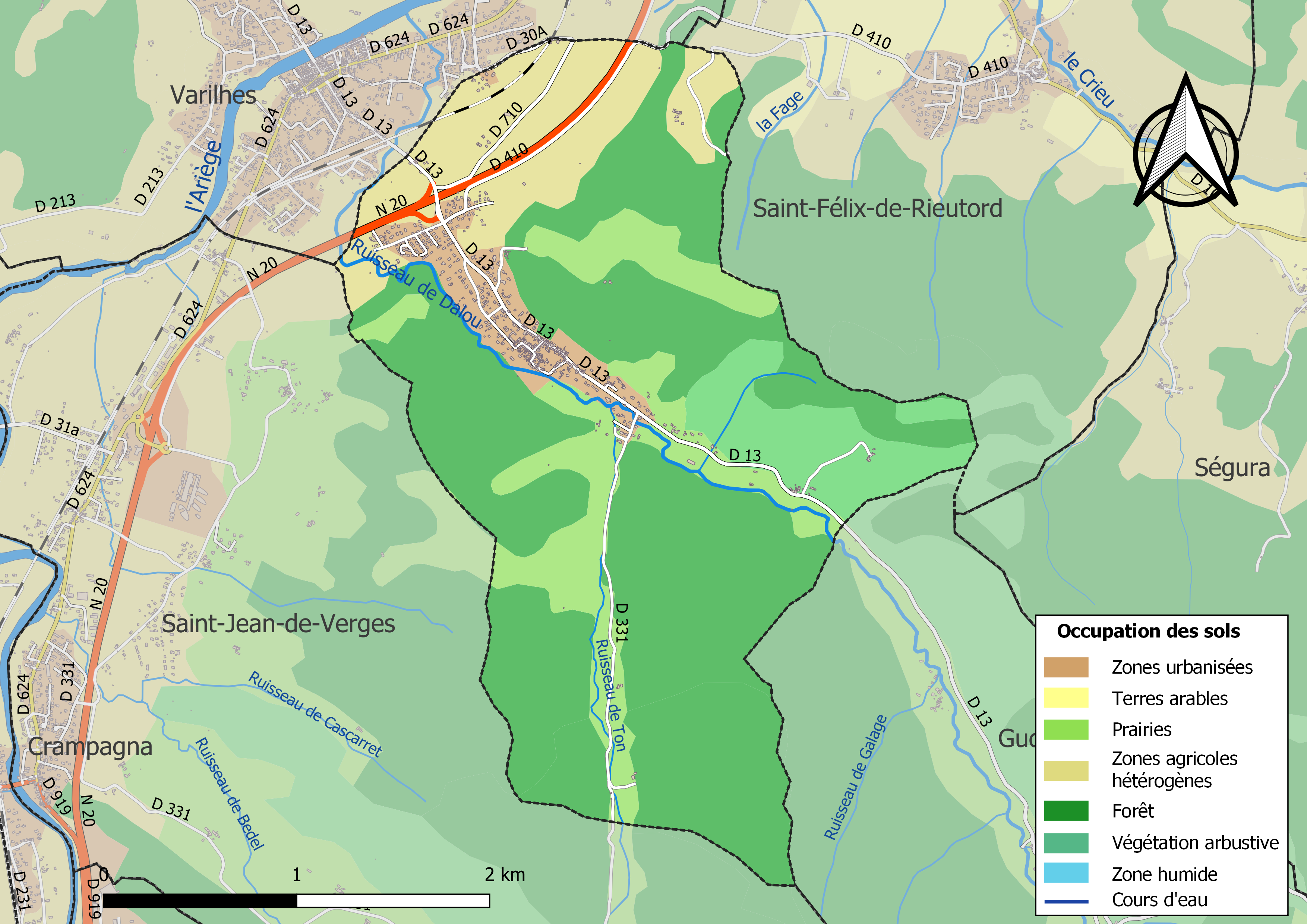
Carte des infrastructures et de l'occupation des sols de la commune en 2018 (CLC).

### Habitat et logement
En 2018, le nombre total de logements dans la commune était de 393, alors qu'il était de 350 en 2013 et de 344 en 2008.
Parmi ces logements, 87,7 % étaient des résidences principales, 5,7 % des résidences secondaires et 6,5 % des logements vacants. Ces logements étaient pour 97,3 % d'entre eux des maisons individuelles et pour 2,7 % des appartements.
Le tableau ci-dessous présente la typologie des logements à Dalou en 2018 en comparaison avec celle de l'Ariège et de la France entière. Une caractéristique marquante du parc de logements est ainsi une proportion de résidences secondaires et logements occasionnels (5,7 %) inférieure à celle du département (24,6 %) mais supérieure à celle de la France entière (9,7 %). Concernant le statut d'occupation de ces logements, 75,3 % des habitants de la commune sont propriétaires de leur logement (73,6 % en 2013), contre 66,3 % pour l'Ariège et 57,5 % pour la France entière.
| Typologie                                               | Dalou | Ariège | France entière |
| ------------------------------------------------------- | ----- | ------ | -------------- |
| Résidences principales (en %)                           | 87,7  | 65,7   | 82,1           |
| Résidences secondaires et logements occasionnels (en %) | 5,7   | 24,6   | 9,7            |
| Logements vacants (en %)                                | 6,5   | 9,7    | 8,2            |

### Voies de communication et transports
Accès avec l'autoroute A66 (Villefranche-de-Lauragais/Pamiers) et la route nationale RN 20 (Paris/Espagne), ainsi que par la gare de Pamiers sur la ligne de Portet-Saint-Simon à Puigcerda (frontière).

### Risques majeurs
Le territoire de la commune de Dalou est vulnérable à différents aléas naturels : inondations, climatiques (grand froid ou canicule), feux de forêts, mouvements de terrains et séisme (sismicité modérée). Il est également exposé à un risque technologique,  le transport de matières dangereuses,.

#### Risques naturels

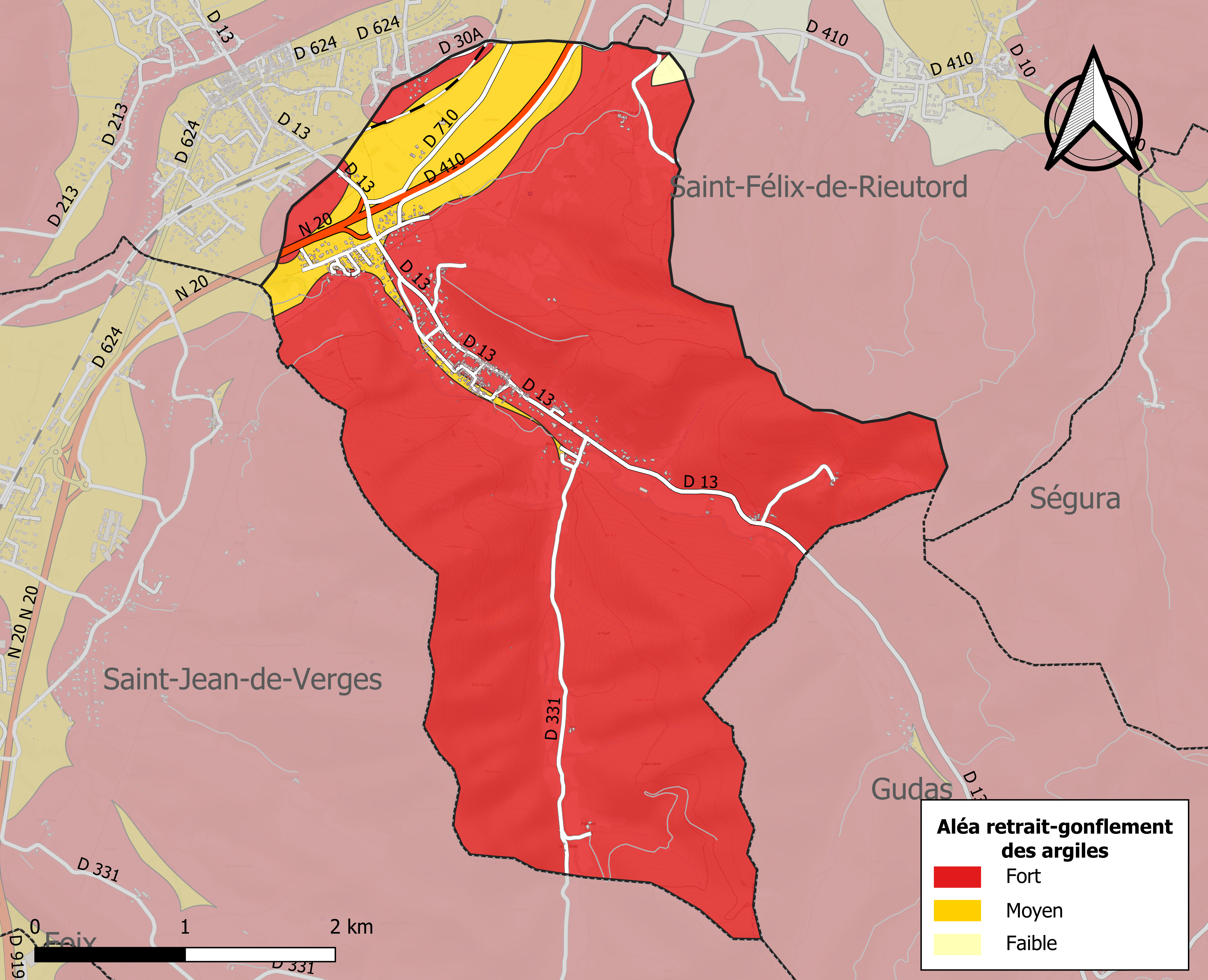
Zonage de l'aléa retrait-gonflement des argiles sur la commune de Dalou.

Certaines parties du territoire communal sont susceptibles d’être affectées par le risque d’inondation par débordement, crue torrentielle d'un cours d'eau, l'Ariège, ou ruissellement d'un versant. L’épisode de crue le plus marquant dans le département reste sans doute celui de 1875. Parmi les inondations marquantes plus récentes concernant le cours d'eau de l'Ariège figurent la crue torrentielle de 1982 et les inondations de plaine de 1996 et de 2005 de la Basse vallée de l'Ariège.
Les mouvements de terrains susceptibles de se produire sur la commune sont soit des chutes de blocs, soit des glissements de terrains, soit des mouvements liés au retrait-gonflement des argiles. Près de 50 % de la superficie du département est concernée par l'aléa retrait-gonflement des argiles, dont la commune de Dalou. L'inventaire national des cavités souterraines permet par ailleurs de localiser celles situées sur la commune.
Ces risques naturels sont pris en compte dans l'aménagement du territoire de la commune par le biais d'un plan de prévention des risques (PPR) inondation et mouvement de terrain approuvé le 4 février 2019.

#### Risques technologiques
Le risque de transport de matières dangereuses par une infrastructure routière ou ferroviaire ou par une canalisation de transport de gaz concerne la commune. Un accident se produisant sur une telle infrastructure est en effet susceptible d’avoir des effets graves au bâti ou aux personnes jusqu’à 350 m, selon la nature du matériau transporté. Des dispositions d’urbanisme peuvent être préconisées en conséquence.

## Toponymie
Étymologie : du patronyme gaulois « Dallus »
Plutôt que le nom d'homme gaulois *Dallus (hypothèse de Dauzat & Rostaing), E. Nègre préfère voir dans le nom de Dalou celui d'un homme germanique Tallo(n).

## Histoire
Le village de Dalou est présent dès l'ère médiévale, son château est aujourd'hui rénové, seule la tour du bâtiment peut témoigner de son passé historique.

## Politique et administration

### Découpage territorial
La commune de Dalou est membre de la communauté d'agglomération Pays Foix-Varilhes, un établissement public de coopération intercommunale (EPCI) à fiscalité propre créé le 16 novembre 2016 dont le siège est à Foix. Ce dernier est par ailleurs membre d'autres groupements intercommunaux.
Sur le plan administratif, elle est rattachée à l'arrondissement de Foix, au département de l'Ariège, en tant que circonscription administrative de l'État, et à la région Occitanie.
Sur le plan électoral, elle dépend du canton du Val d'Ariège pour l'élection des conseillers départementaux, depuis le redécoupage cantonal de 2014 entré en vigueur en 2015, et de la première circonscription de l'Ariège  pour les élections législatives, depuis le redécoupage électoral de 1986.

### Administration municipale
Le nombre d'habitants au recensement de 2011 étant compris entre 500 et 1 499 habitants, le nombre de membres du conseil municipal pour l'élection de 2014 est de quinze,.

### Liste des maires
| Période                                  | Période  | Identité           | Étiquette | Qualité                    |
| ---------------------------------------- | -------- | ------------------ | --------- | -------------------------- |
|                                          |          | Léon Viala         | PS        | Conseiller général         |
| mars 1977                                | 1983     | Jean Claude Sauzet | PS        |                            |
| mars 1983                                | 2008     | Jany Soulié        | PS        |                            |
| mars 2008                                | 2014     | Bernadette Portet  |           |                            |
| mars 2014                                | En cours | Jacques Morrell    | SE        | Retraité de l'enseignement |
| Les données manquantes sont à compléter. |          |                    |           |                            |

## Population et société

### Démographie
L'évolution du nombre d'habitants est connue à travers les recensements de la population effectués dans la commune depuis 1793. Pour les communes de moins de 10 000 habitants, une enquête de recensement portant sur toute la population est réalisée tous les cinq ans, les populations de référence des années intermédiaires étant quant à elles estimées par interpolation ou extrapolation. Pour la commune, le premier recensement exhaustif entrant dans le cadre du nouveau dispositif a été réalisé en 2006.

En 2022, la commune comptait 784 habitants, en évolution de +1,82 % par rapport à 2016 (Ariège : +1,48 %, France hors Mayotte : +2,11 %).
| 1793 | 1800 | 1806 | 1821 | 1831 | 1836 | 1841 | 1846 | 1851 |
| ---- | ---- | ---- | ---- | ---- | ---- | ---- | ---- | ---- |
| 733  | 461  | 569  | 577  | 615  | 620  | 639  | 683  | 675  |

| 1856 | 1861 | 1866 | 1872 | 1876 | 1881 | 1886 | 1891 | 1896 |
| ---- | ---- | ---- | ---- | ---- | ---- | ---- | ---- | ---- |
| 563  | 603  | 567  | 594  | 549  | 518  | 517  | 515  | 433  |

| 1901 | 1906 | 1911 | 1921 | 1926 | 1931 | 1936 | 1946 | 1954 |
| ---- | ---- | ---- | ---- | ---- | ---- | ---- | ---- | ---- |
| 439  | 421  | 400  | 339  | 302  | 310  | 302  | 306  | 307  |

| 1962 | 1968 | 1975 | 1982 | 1990 | 1999 | 2006 | 2011 | 2016 |
| ---- | ---- | ---- | ---- | ---- | ---- | ---- | ---- | ---- |
| 323  | 369  | 393  | 375  | 442  | 637  | 766  | 758  | 770  |

| 2021 | 2022 | - | - | - | - | - | - | - |
| ---- | ---- | - | - | - | - | - | - | - |
| 779  | 784  | - | - | - | - | - | - | - |

| selon la population municipale des années : | 1968 | 1975 | 1982 | 1990 | 1999 | 2006 | 2009 | 2013 |
| Rang de la commune dans le département      | 64   | 71   | 58   | 62   | 39   | 34   | 30   | 38   |
| Nombre de communes du département           | 340  | 328  | 330  | 332  | 332  | 332  | 332  | 332  |

### Enseignement
Dalou fait partie de l'académie de Toulouse.
L'éducation est assurée sur la commune par un groupe scolaire répartis en 4 classes.

### Culture et festivités
Centre de loisirs,

### Activités sportives
Pétanque, pêche, randonnée pédestre

### Écologie et recyclage
La collecte et le traitement des déchets des ménages et des déchets assimilés ainsi que la protection et la mise en valeur de l'environnement se font dans le cadre du SMECTOM du Plantaurel,.

## Économie

### Revenus
En 2018, la commune compte 352 ménages fiscaux, regroupant 791 personnes. La médiane du revenu disponible par unité de consommation est de 21 200 € (19 820 € dans le département).

### Emploi
| Division       | 2008  | 2013   | 2018   |
| -------------- | ----- | ------ | ------ |
| Commune        | 8,8 % | 6,7 %  | 8,5 %  |
| Département    | 8,9 % | 11,1 % | 11,2 % |
| France entière | 8,3 % | 10 %   | 10 %   |

En 2018, la population âgée de 15 à 64 ans s'élève à 504 personnes, parmi lesquelles on compte 76 % d'actifs (67,5 % ayant un emploi et 8,5 % de chômeurs) et 24 % d'inactifs,. En  2018, le taux de chômage communal (au sens du recensement) des 15-64 ans est inférieur à celui de la France et du département, alors qu'en 2008 il était supérieur à celui de la France.
La commune fait partie de la couronne de l'aire d'attraction de Pamiers, du fait qu'au moins 15 % des actifs travaillent dans le pôle,. Elle compte 64 emplois en 2018, contre 48 en 2013 et 48 en 2008. Le nombre d'actifs ayant un emploi résidant dans la commune est de 344, soit un indicateur de concentration d'emploi de 18,5 % et un taux d'activité parmi les 15 ans ou plus de 59,2 %.
Sur ces 344 actifs de 15 ans ou plus ayant un emploi, 42 travaillent dans la commune, soit 12 % des habitants. Pour se rendre au travail, 93,5 % des habitants utilisent un véhicule personnel ou de fonction à quatre roues, 3,5 % les transports en commun, 1,5 % s'y rendent en deux-roues, à vélo ou à pied et 1,4 % n'ont pas besoin de transport (travail au domicile).

### Activités hors agriculture
37 établissements sont implantés  à Dalou au 31 décembre 2019. Le tableau ci-dessous en détaille le nombre par secteur d'activité et compare les ratios avec ceux du département,.
| Secteur d'activité                                                                                        | Commune | Commune | Département |
| Secteur d'activité                                                                                        | Nombre  | %       | %           |
| --- | ------- | ------- | ----------- |
| Ensemble                                                                                                  | 37      | 100 %   | (100 %)     |
| Industrie manufacturière, industries extractives et autres                                                | 2       | 5,4 %   | (12,9 %)    |
| Construction                                                                                              | 7       | 18,9 %  | (14,2 %)    |
| Commerce de gros et de détail, transports, hébergement et restauration                                    | 8       | 21,6 %  | (27,5 %)    |
| Information et communication                                                                              | 1       | 2,7 %   | (1,8 %)     |
| Activités financières et d'assurance                                                                      | 3       | 8,1 %   | (2,8 %)     |
| Activités immobilières                                                                                    | 5       | 13,5 %  | (4,2 %)     |
| Activités spécialisées, scientifiques et techniques et activités de services administratifs et de soutien | 6       | 16,2 %  | (13,2 %)    |
| Administration publique, enseignement, santé humaine et action sociale                                    | 1       | 2,7 %   | (14,4 %)    |
| Autres activités de services                                                                              | 4       | 10,8 %  | (8,8 %)     |

Le secteur du commerce de gros et de détail, des transports, de l'hébergement et de la restauration est prépondérant sur la commune puisqu'il représente 21,6 % du nombre total d'établissements de la commune (8 sur les 37 entreprises implantées  à Dalou), contre 27,5 % au niveau départemental.

### Agriculture
|                                   | 1988 | 2000 | 2010 |
| --------------------------------- | ---- | ---- | ---- |
| Exploitations                     | 9    | 2    | 2    |
| Superficie agricole utilisée (ha) | 145  | 72   | 202  |

La commune fait partie de la petite région agricole dénommée « Coteaux de l'Ariège ». En 2010, l'orientation technico-économique de l'agriculture  sur la commune est l'élevage d'herbivores hors bovins, caprins et porcins. Deux exploitations agricoles ayant leur siège dans la commune sont dénombrées lors du recensement agricole de 2010 (neuf en 1988). La superficie agricole utilisée est de 202 ha.

## Culture locale et patrimoine

### Lieux et monuments
- Église Saint-André.

Chapelle Saint Roc

### Personnalités liées à la commune
- Georges-Patrick Gleize (né en 1952), romancier.

### Héraldique
| Blason de Dalou | Blason  | Palissé en fasce d'azur et d'or de six pièces.   |
| Blason de Dalou | Détails | Le statut officiel du blason reste à déterminer. |

## Pour approfondir